# Maurice Bruneau
Pour les articles homonymes, voir Bruneau.

a Compétitions nationales et continentales officielles uniquement.

b Matchs officiels uniquement.
Maurice Bruneau (dit D'Artagnan, ou La Souris), né le 1er décembre 1883 à Bordeaux et mort le 30 décembre 1967 également à Bordeaux, est un joueur de rugby à XV et ingénieur œnologue français.
Mesurant 1,65 m pour 64 kg, il a évolué au poste de trois-quarts aile ou de demi d'ouverture au Stade bordelais, ainsi qu’en sélection nationale.

## Palmarès
- 4 sélections en équipe de France A, de 1910 à 1913
- Champion de France à 6 reprises, en 1904, 1905, 1906, 1907, 1909 et 1911 (dernier titre national du club)
- Vice-champion de France en 1908 et 1910